# Eriborus cadjee
Eriborus cadjee is een insect dat behoort tot de orde vliesvleugeligen (Hymenoptera) en de familie van de gewone sluipwespen (Ichneumonidae). De wetenschappelijke naam van de soort werd voor het eerst geldig gepubliceerd door Pascal Rousse en Claire Villemant in 2012. De soort komt voor op het eiland Réunion.